# El triunfo de los nerds
El triunfo de los nerds: El surgimiento de imperios accidentales (originalmente en inglés Triumph of the Nerds: The Rise of Accidental Empires) es un documental del año 1996 escrito y presentado por Robert X. Cringely (Mark Stephens) y producido para la televisión británica por Oregon Public Broadcasting. El título hace referencia a la película de 1935 El triunfo de la voluntad y el documental está basado en el libro de Cringely Imperios accidentales. La película de tres partes se estrenó por primera vez en la cadena PBS en junio de 1996. Las transcripciones completas del documental se pueden encontrar en el sitio web de PBS.

## Argumento y estructura
El documental narra el ascenso del ordenador personal/ordenador doméstico comenzando en la década de 1970 con Altair 8800, Apple I, Apple II y VisiCalc. Continúa con la revolución de IBM PC y Apple Macintosh a lo largo de la década de 1980 y mediados de 1990, terminando al principio del boom de las punto com con el lanzamiento de Windows 95.
Incluye entrevistas con muchas figuras influyentes en la industria del PC, incluyendo a Steve Jobs y Steve Wozniak de Apple, Bill Gates y Steve Ballmer de Microsoft y Larry Ellison de Oracle.
El documental cita varios hitos importantes en la industria del PC:

### Episodio 1
El desarrollo de Tim Paterson del 86-DOS en gran parte duplicando el sistema operativo CP/M de Gary Kildall. Microsoft compró todos los derechos de 86-DOS a la empresa para la que trabajaba Paterson, SCP, por 50.000 dólares estadounidenses poco antes del lanzamiento de IBM PC. El sistema operativo resultante, MS-DOS de Microsoft, era capaz de funcionar en cualquier ordenador de la familia 8086.

### Episodio 2
La exitosa ingeniería inversa de Compaq del IBM PC, que llevó a muchos competidores a producir clones de IBM PC que perjudicaban a la propia oferta de IBM. Mientras que IBM fue una de las principales empresas que fomentaron el crecimiento de la industria del PC e inicialmente la dominó, en 1990 había perdido su ventaja.
El intento fallido de IBM de recuperar una posición dominante en el mercado de PC con PS/2 y OS/2, siendo este último el sucesor de MS-DOS. La naturaleza propietaria de PS/2 y la exclusividad de OS/2 tenían como propósito impulsar las ventas del hardware propio de IBM y hacer difícil competir a otros fabricantes de PCs compatibles con IBM PC.
Microsoft se había beneficiado en un principio del éxito inicial de IBM PC. Lo hizo aún mejor con la proliferación de clones puesto que la cuota de mercado propia de IBM se redujo, por lo que Microsoft no vio sentido de negocio a seguir el rumbo de IBM. Microsoft vio más potencial en el desarrollo de Windows, un proyecto que realizaba en paralelo a su colaboración con IBM en OS/2, y Windows 3.0 resultó ser un gran éxito (junto con MS-DOS) incluido en PCs nuevos. Esto condujo a la división entre los dos titanes, con Microsoft estableciendo el estándar para PC, mientras que IBM se concentra en sus negocios de mainframes y servicios.

### Episodio 3
Steve Jobs, después de haber visto una demostración de la interfaz gráfica de usuario Alto de Xerox, desarrolló un gestor de escritorio para Apple Macintosh con una interfaz basada en iconos inspirada en Alto. Cringely sugirió que Xerox tuvo el potencial de ser una de las empresas clave de la industria de PC, si hubiese comprendido el valor revolucionario de la interfaz gráfica de usuario.
Apple acordó licenciar partes de la de la interfaz gráfica de Mac OS a Microsoft, que pasó a desarrollar Windows. Tras el lanzamiento de Windows 2.0, Apple demandó a Microsoft en 1988 por el "look and feel" de Mac OS. Apple perdió el pleito en 1994, dejando a Microsoft como dominante en el negocio de los sistemas operativos.
Steve Jobs  había contratado a John Sculley, ejecutivo de Pepsi-Cola, para convertirse en CEO de Apple, diciéndole "¿Quieres vender agua azucarada por el resto de tu vida o quieres venir conmigo y cambiar el mundo?"
Macintosh de Apple fue pionero en muchas de las características ahora estándar en los PCs, en particular la facilidad de uso. Sin embargo, Macintosh era considerablemente más caro, por lo que fue superado rápidamente por IBM PC, con algunos expertos no sólo diciendo que IBM había ganado, sino también que Apple podría ir a la quiebra.
Chris Espinosa describió el despido de Jobs, llevado a cabo por Sculley, diciendo: "Los planes tan ambiciosos de lo que Macintosh iba a ser estaban muy alejados de la realidad de lo que el producto estaba haciendo. Y la realidad que el producto estaba haciendo no era horrible, era salvable. Pero la desproporción entre las dos realidades era tan impensable que alguien tenía que hacer algo, y ese alguien fue John Sculley".

## Secuela
En 1998, dos años antes de que la burbuja de las punto com estalló de Silicon Valley, Cringely organizó una secuela, Nerds 2.0.1: Una breve historia de Internet. Se emitió también en PBS y documentó el desarrollo ARPANET, Internet, la World Wide Web y el boom de las punto-com de mediados y finales de la década de 1990.